# Hoge Bergse Bos

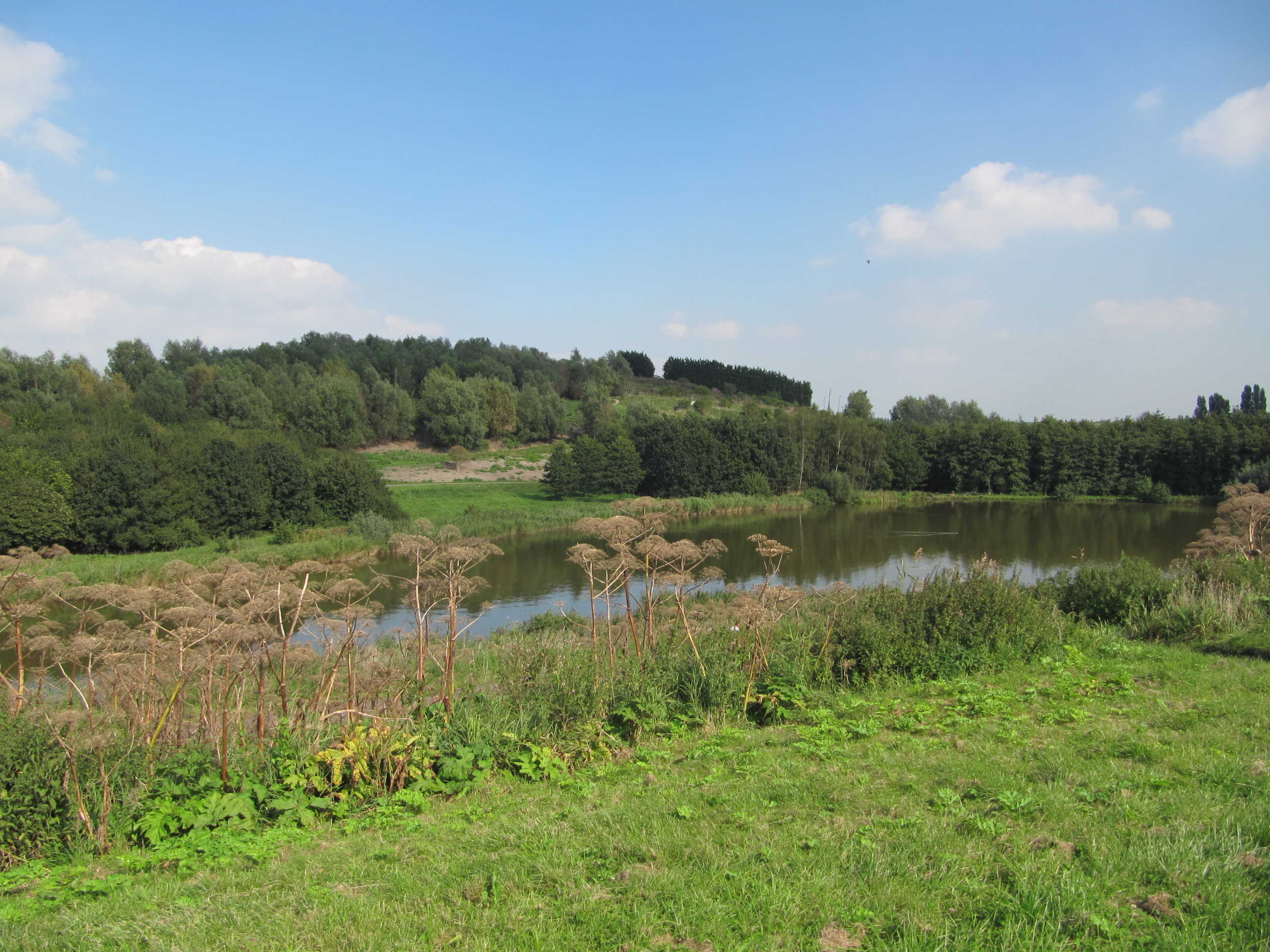
Hoge Bergse Bos

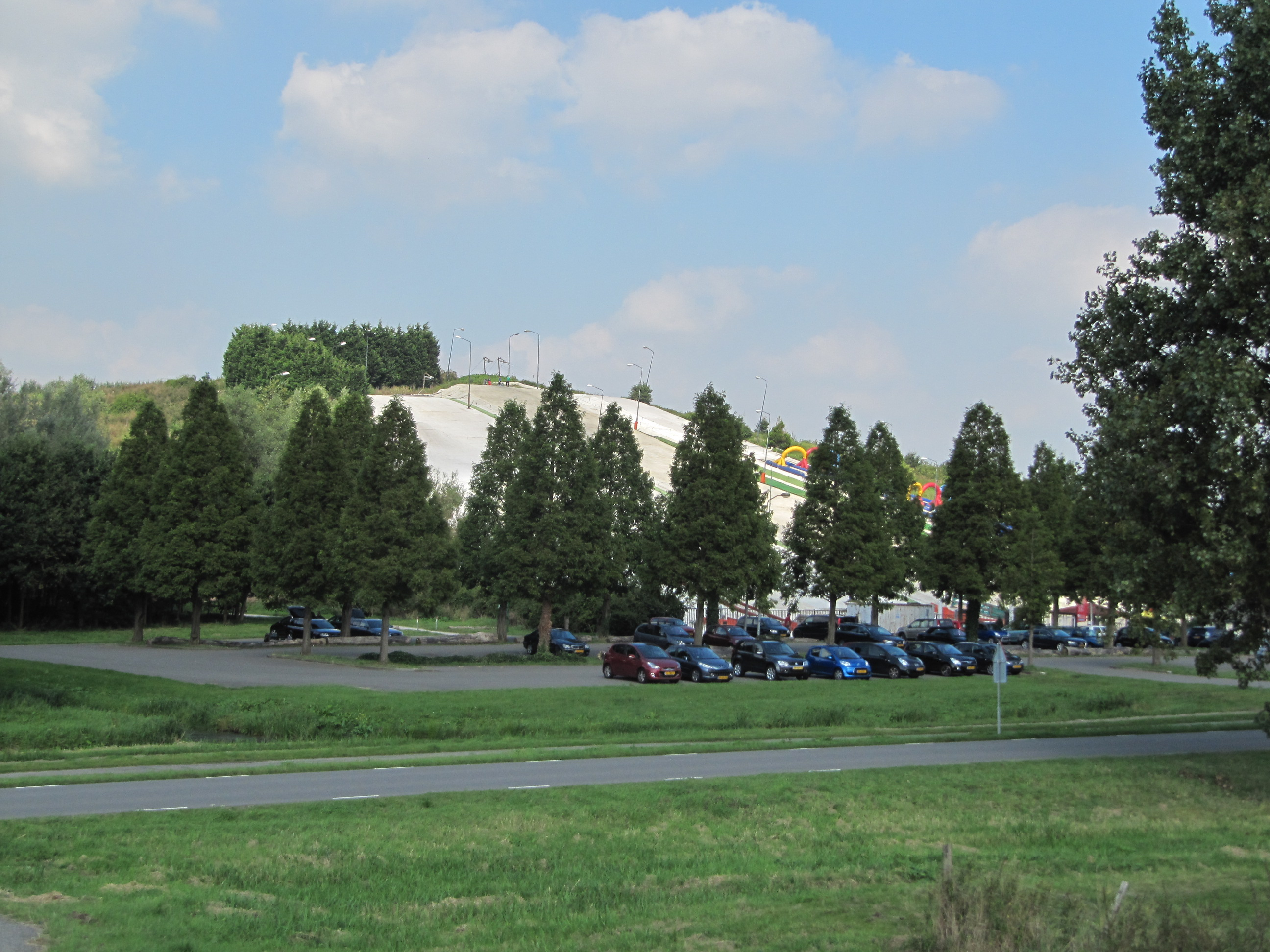
Skiheuvel

Het Hoge Bergse Bos is een recreatiegebied in de gemeente Lansingerland, in de Nederlandse provincie Zuid-Holland.
De heuvels in het Hoge Bergse Bos zijn ontstaan door de berging van sloop- en bouwafval. Op een van de heuvels is een kunstskibaan aangelegd. Er is een mountainbikeparcours in het gebied.
Ten westen van het gebied bevindt zich het Lage Bergse Bos.